# Mab (vệ tinh)
Mab, hay Uranus XXVI, là một vệ tinh vòng trong của Sao Thiên Vương. Nó được phát hiện bởi Mark R. Showalter và Jack J. Lissauer vào năm 2003 bằng Kính viễn vọng không gian Hubble. Vệ tinh này được đặt theo tên của Nữ hoàng Mab, một nhân vật trong vở Romeo và Juliet của William Shakespeare.
Do kích thước nhỏ cùng bề mặt tối, nó đã không được phát hiện từ các bức ảnh chụp bởi Voyager 2 trong lần bay gần đến Sao Thiên Vương năm 1986. Tuy nhiên, một vệ tinh tối hơn nó là Perdita đã được tìm thấy qua các bức ảnh của Voyager năm 1997. Điều này khiến các nhà khoa học phải kiểm tra lại những bức ảnh cũ, và vệ tinh Mab đã được phát hiện.
Kích cỡ của vệ tinh này vẫn chưa được xác định. Nếu có cùng độ tối với Puck, đường kính của nó sẽ là 24 km. Ngược lại, nếu nó rực rỡ như vệ tinh lân cận là Miranda, nó có thể nhỏ hơn cả Cupid và có thể so sánh với những vệ tinh nhỏ nhất ở vòng ngoài. Một quan sát hồng ngoại được công bố năm 2023 gợi ý rằng Mab có thể chỉ rộng 6 km với bề mặt nhiều băng nước giống Miranda. Tuy nhiên, một khả năng thứ hai là nó có thể rộng 12 km với bề mặt giống vệ tinh Puck.
Mab bị nhiễu loạn nghiêm trọng. Nguồn gây nhiễu vẫn chưa được xác định, nhưng được cho là do một hay nhiều vệ tinh chuyển động gần đó gây nên.
Mab quay quanh Sao Thiên Vương ở cùng khoảng cách với vành đai μ (trước đây là R/2003 U 1), một vành đai bụi được phát hiện cùng lúc với vệ tinh này. Mab có kích thước gần như tối ưu để sản sinh bụi do các vệ tinh lớn hơn có thể tái thu thập phần bụi rơi ra và các vệ tinh nhỏ hơn lại có bề mặt quá bé để bổ sung vật chất cho vành đai thông qua va chạm với thiên thể khác trong vòng hoặc thiên thạch. Chưa vành đai nào liên quan đến Perdita và Cupid được tìm thấy, khả năng là do Belinda đã giới hạn thời gian tồn tại của bụi do các vệ tinh đó tạo ra.
Khi được phát hiện, Mab đã được đặt cho một danh xưng tạm thời là S/2003 U 1. Nó còn có tên định danh là Uranus XXVI.